# أميرال البحرية (الولايات المتحدة)
 أميرال البحرية (يُشار إليه اختصارًا باسم AN) أعلى رتبة ممكنة في البحرية الأمريكية. تعادل رتبة أميرال من فئة ستة نجوم وهي واحدة من أعلى رتبتين عسكريتين ممكنتين في القوات المسلحة للولايات المتحدة.

## التاريخ

### بعد الحرب العالمية الثانية

نموذج شارة الكتف لأدميرال البحرية

في عام 194، مع إنشاء رتبة الأدميرال، حددت وزارة البحرية في مذكرة مكتب الملاحة أن «رتبة أدميرال الأسطول في البحرية الأمريكية تعتبر أعلى رتبة في البحرية الأمريكية». بما أن جورج ديوي قد توفي لمدة ثلاثين عامًا تقريبًا، فلم تتم المقارنة بين رتبته ورتبة أسطول الأدميرال حتى عام 1945. في ذلك الوقت، أثناء الاستعدادات لغزو اليابان، أثيرت إمكانية ترقية أحد الأسطول الأمريكي في الخدمة إلى «رتبة ستة نجوم» إذا اتخذ الجيش تدبيراً مشابهاً من خلال ترقية دوغلاس ماك آرثر إلى رتبة جنرال الجيوش.